# Pat Cash
Patrick ("Pat") Hart Cash (Melbourne, 27 mei 1965) is een Australisch tennisser die in 1987 Wimbledon won door in de finale Ivan Lendl te verslaan.
Cash won in zijn loopbaan 19 titels. Daarvan won hij er zeven in het enkelspel, waaronder één grandslamtitel, en twaalf in het dubbelspel. Hij vertegenwoordigde zijn vaderland bij de Olympische Spelen van 1984 in Los Angeles, waar hij in de eerste ronde werd uitgeschakeld door de latere winnaar van de bronzen medaille, de Italiaan Paolo Canè. Tennis was toen een demonstratiesport.

## Palmares
| Legenda                       | Legenda               |
| ----------------------------- | --------------------- |
| Grand Slam                    |                       |
| Olympische Spelen             |                       |
| tot 2009                      | vanaf 2009            |
| Tennis Masters Cup            | ATP Finals            |
| ATP Masters Series            | ATP Tour Masters 1000 |
| ATP International Series Gold | ATP Tour 500          |
| ATP International Series      | ATP Tour 250          |

### Enkelspel
| Nr.                  | Datum            | Toernooi         | Ondergrond    | Tegenstander in finale | Score                   | Details |
| -------------------- | ---------------- | ---------------- | ------------- | ---------------------- | ----------------------- | ------- |
| Gewonnen finales     |                  |                  |               |                        |                         |         |
| 1.                   | 2 januari 1983   | ATP Melbourne    | Gras          | Rod Frawley            | 6-4, 7-6                | Details |
| 2.                   | 3 oktober 1983   | ATP Brisbane     | Tapijt (i)    | Paul McNamee           | 4-6, 6-4, 6-3           | Details |
| 3.                   | 29 maart 1987    | ATP Nancy        | Tapijt (i)    | Wally Masur            | 6-2, 6-3                | Details |
| 4.                   | 5 juli 1987      | Wimbledon        | Gras          | Ivan Lendl             | 7-6, 6-2, 7-5           | Details |
| 5.                   | 22 november 1987 | ATP Johannesburg | Hardcourt (i) | Brad Gilbert           | 7-6, 4-6, 2-6, 6-0, 6-1 | Details |
| 6.                   | 29 april 1990    | ATP Hong Kong    | Hardcourt (i) | Alex Antonitsch        | 6-3, 6-4                | Details |
| Verloren finales     |                  |                  |               |                        |                         |         |
| 1.                   | 21 oktober 1984  | ATP Melbourne    | Tapijt (i)    | Matt Mitchell          | 4-6, 6-3, 2-6           | Details |
| 2.                   | 25 januari 1987  | Australian Open  | Gras          | Stefan Edberg          | 3-6, 4-6, 6-3, 7-5, 3-6 | Details |
| 3.                   | 18 oktober 1987  | ATP Sydney       | Hardcourt (i) | Ivan Lendl             | 4-6, 2-6, 4-6           | Details |
| 4.                   | 25 januari 1988  | Australian Open  | Hardcourt     | Mats Wilander          | 3-6, 7-6, 6-3, 1-6, 6-8 | Details |
| 5.                   | 22 april 1990    | ATP Seoel        | Hardcourt     | Alex Antonitsch        | 6-7, 3-6                | Details |
| Gewonnen challengers |                  |                  |               |                        |                         |         |
| 1.                   | 25 oktober 1982  | Sydney           | Hardcourt     | Craig A Miller         | 7-5, 6-7, 6-2           |         |

### Dubbelspel
| Nr.                              | Datum            | Toernooi            | Ondergrond    | Partner              | Tegenstanders in finale            | Score              | Details |
| -------------------------------- | ---------------- | ------------------- | ------------- | -------------------- | ---------------------------------- | ------------------ | ------- |
| Gewonnen finales                 |                  |                     |               |                      |                                    |                    |         |
| 1.                               | 20 december 1982 | ATP Adelaide        | Gras          | Chris Johnstone      | Broderick Dyke Wayne Hampson       | 6-3, 6-7, 7-6      | Details |
| 2.                               | 3 oktober 1983   | ATP Brisbane        | Tapijt (i)    | Paul McNamee         | Mark Edmondson Kim Warwick         | 7-6, 7-6           | Details |
| 3.                               | 12 december 1983 | ATP Sydney          | Gras          | Mike Bauer           | Broderick Dyke Wayne Hampson       | 7-6, 7-6           | Details |
| 4.                               | 2 april 1984     | ATP Houston         | Gravel        | Paul McNamee         | David Dowlen Nduka Odizor          | 7-5, 4-6, 6-3      | Details |
| 5.                               | 23 april 1984    | ATP Aix-en-Provence | Gravel        | Paul McNamee         | Chris Lewis Wally Masur            | 4-6, 6-3, 6-4      | Details |
| 6.                               | 17 juni 1984     | ATP Londen          | Gras          | Paul McNamee         | Bernand Mitton Butch Walts         | 6-4, 6-3           | Details |
| 7.                               | 5 mei 1985       | ATP Las Vegas       | Hardcourt     | John Fitzgerald      | Christo Van Rensburg Paul Annacone | 7-6, 6-7, 7-6      | Details |
| 8.                               | 16 augustus 1987 | ATP Montreal        | Hardcourt     | Stefan Edberg        | Peter Doohan Laurie Warder         | 6-7, 6-3, 6-4      | Details |
| 9.                               | 14 januari 1990  | ATP Sydney          | Hardcourt     | Mark Kratzmann       | Pieter Aldrich Danie Visser        | 6-4, 7-5           | Details |
| 10.                              | 29 april 1990    | ATP Hong Kong       | Hardcourt     | Wally Masur          | Kevin Curren Joey Rive             | 6-3, 6-3           | Details |
| 11.                              | 12 mei 1996      | ATP Pinehurst       | Gravel        | Patrick Rafter       | Ken Flach David Wheaton            | 6-2, 6-3           | Details |
| Verloren finales                 |                  |                     |               |                      |                                    |                    |         |
| 1.                               | 16 juni 1985     | ATP Londen          | Gras          | John Fitzgerald      | Ken Flach Robert Seguso            | 6-3, 3-6, 14-16    | Details |
| 2.                               | 7 juli 1985      | Wimbledon           | Gras          | John Fitzgerald      | Heinz Gunthardt Balázs Taróczy     | 4-6, 3-6, 6-4, 3-6 | Details |
| 3.                               | 2 november 1986  | ATP Hong Kong       | Hardcourt     | Mark Kratzmann       | Mike De Palmer Gary Donnelly       | 6-7, 7-6, 5-7      | Details |
| 4.                               | 9 november 1986  | ATP Stockholm       | Hardcourt (i) | Slobodan Zivojinovic | Sherwoord Stewart Kim Warwick      | 4-6, 4-6           | Details |
| 5.                               | 21 april 1996    | ATP Bermuda         | Gravel        | Patrick Rafter       | Jan Apell Brent Haygarth           | 6-3, 1-6, 3-6      | Details |
| Gewonnen challengers herendubbel |                  |                     |               |                      |                                    |                    |         |
| 1.                               | 18 mei 1997      | Kosice              | Gravel        | Andrew Kratzmann     | Brent Haygarth Max Mirnyi          | 4-6, 6-2, 6-4      |         |

## Prestatietabel
| Legenda | Legenda                          |
| ------- | -------------------------------- |
| g.t.    | geen toernooi gehouden           |
| l.c.    | lagere categorie                 |
| –       | niet deelgenomen                 |
| G       | uitgeschakeld in de groepsfase   |
| 1R      | uitgeschakeld in de eerste ronde |
| 2R      | uitgeschakeld in de tweede ronde |
| 3R      | uitgeschakeld in de derde ronde  |
| 4R      | uitgeschakeld in de vierde ronde |
| KF      | uitgeschakeld in de kwartfinale  |
| HF      | uitgeschakeld in de halve finale |
| F       | de finale verloren               |
| W       | het toernooi gewonnen            |
| w-v     | winst/verlies-balans             |

### Prestatietabel grand slam, enkelspel
| Toernooi        | 1981 | 1982 | 1983 | 1984 | 1985 | 1986 | 1987 | 1988 | 1989 | 1990 | 1991 | 1992 | 1995 | 1996 | 1997 |
| --------------- | ---- | ---- | ---- | ---- | ---- | ---- | ---- | ---- | ---- | ---- | ---- | ---- | ---- | ---- | ---- |
| Australian Open | 2R   | KF   | 4R   | KF   | –    | –    | F    | F    | 4R   | –    | 3R   | 2R   | 1R   | –    | 1R   |
| Roland Garros   | –    | –    | 1R   | 1R   | –    | –    | 1R   | 4R   | –    | –    | 2R   | –    | –    | –    | –    |
| Wimbledon       | –    | –    | 4R   | HF   | 2R   | KF   | W    | KF   | –    | 4R   | 2R   | 2R   | 1R   | –    | 1R   |
| US Open         | –    | 1R   | 3R   | HF   | –    | 1R   | 1R   | –    | –    | 3R   | –    | –    | –    | 1R   | –    |

### Prestatietabel grand slam, dubbelspel
| Toernooi        | 1981 | 1982 | 1983 | 1984 | 1985 | 1986 | 1987 | 1988 | 1989 | 1990 | 1991 | 1992 | 1995 | 1996 | 1997 |
| --------------- | ---- | ---- | ---- | ---- | ---- | ---- | ---- | ---- | ---- | ---- | ---- | ---- | ---- | ---- | ---- |
| Australian Open | 2R   | 1R   | KF   | HF   | –    | –    | 3R   | –    | –    | KF   | –    | –    | –    | –    | 2R   |
| Roland Garros   | –    | 3R   | 1R   | 1R   | –    | –    | –    | –    | –    | –    | –    | –    | –    | –    | 2R   |
| Wimbledon       | –    | –    | 3R   | F    | F    | 3R   | –    | –    | –    | –    | –    | –    | –    | 2R   | 1R   |
| US Open         | –    | 1R   | HF   | 1R   | –    | –    | –    | –    | –    | 2R   | –    | –    | –    | 2R   | 1R   |